# Echinopodium aysense
Echinopodium aysense är en tvåvingeart som beskrevs av Duret 1976. Echinopodium aysense ingår i släktet Echinopodium och familjen svampmyggor. Inga underarter finns listade i Catalogue of Life.